# Eagle Coach Work
Eagle Coach Work Inc. war ein US-amerikanischer Hersteller von Automobilen.

## Unternehmensgeschichte
Das Unternehmen wurde am 28. April 1980 gegründet. Als Sitz ist zunächst Lancaster, später Buffalo und zuletzt East Amherst überliefert. Alle drei Städte liegen im Bundesstaat New York. Letzter Inhaber war Thomas P. Hill. Das Unternehmen stellte Automobile und Kit Cars her. Der Markenname lautete Eagle, evtl. mit dem Zusatz Coach Works, obwohl die Firmierung Coach Work kein Endungs-S enthielt. 2001 wurde das Unternehmen aufgelöst.

## Fahrzeuge
Im Angebot standen Nachbildungen klassischer Automobile. Genannt sind zunächst Modelle von Alfa Romeo, Bugatti und Frazer Nash. Sie basierten auf einem Fahrgestell vom VW Käfer.
Später folgten Nachbauten von Jaguar S.S.100 und Jaguar XK 120. Das Fahrgestell des erstgenannten hatte 274 cm Radstand. Für das andere Modell sind 259 cm Radstand und 447 cm Fahrzeuglänge überliefert. Die Karosserie bestand aus Fiberglas. Verschiedene Vierzylindermotoren von Ford sowie V6- und V8-Motoren standen zur Wahl.

## Übersicht über Pkw-Marken aus den USA, die mitEaglebeginnen
| Marke          | Hersteller                            | Vermarktungsbeginn | Vermarktungsende | Ort, Bundesstaat      |
| -------------- | ------------------------------------- | ------------------ | ---------------- | --------------------- |
| Eagle          | Eagle Automobile Company (New York)   | 1905               | 1905             | Buffalo, New York     |
| Eagle          | Eagle Automobile Company (New Jersey) | 1905               | 1907             | Rahway, New Jersey    |
| Eagle          | Eagle Motor Carriage Company          | 1908               | 1908             | Elmira, New York      |
| Eagle          | Eagle Automobile Company (Missouri)   | 1909               | 1909             | St. Louis, Missouri   |
| Eagle          | Eagle-Macomber Motor Car Company      | 1914               | 1915             | Chicago, Illinois     |
| Eagle          | Eagle Electric Automobile Company     | 1915               | 1916             | Detroit, Michigan     |
| Eagle          | Durant Motors                         | 1923               | 1924             | Lansing, Michigan     |
| Eagle          | Eagle Manufacturing                   | 1978               | 1984             | Campbell, Kalifornien |
| Eagle          | Eagle Coach Work                      | 1980               | 2001             | Amherst, New York     |
| Eagle          | Eagle (US-amerikanische Automarke)    | 1987               | 1998             | Detroit, Michigan     |
| Eagle-Macomber | Eagle-Macomber Motor Car Company      | 1916               | 1918             | Sandusky, Ohio        |